# John Salmons
John Salmons (ur. 12 grudnia 1979 w Filadelfii w stanie Pensylwania) – amerykański koszykarz, występujący na pozycji niskiego skrzydłowego.

## Kariera
Salmons studiował na University of Miami, gdzie w latach 1998–2002 grał w drużynie uczelnianej Miami Hurricanes. Do NBA trafił w 2002 roku, kiedy to San Antonio Spurs wybrali go z numerem 26. w drafcie. Jednakże natychmiast wymieniono go wraz z Markiem Bryantem za Randy'ego Holcomba i Speedy'ego Claxtona do Philadelphia 76ers, gdzie grał do 2006 roku. 
W okienku transferowym 2006 Salmons miał dołączyć do Toronto Raptors na zasadzie sign-and-trade. 21 lipca 2006 pojawiły się raporty, że zmienił zdanie i umowa została anulowana. 24 lipca 2006 podpisał wieloletni kontrakt z Sacramento Kings. 22 grudnia 2006 zanotował swoje pierwsze triple-double kariery: zdobył 21 punktów i miał 11 zbiórek i 10 asyst w meczu z Denver Nuggets.
18 lutego 2009, Salmons, wraz z Bradem Millerem został wytransferowany do Chicago Bulls w zamian za Drew Goodena, Andrésa Nocioniego, Cedrica Simmonsa i Michaela Ruffina.
18 lutego 2010, Salmons został wysłany do Milwaukee Bucks w zamian za Hakima Warricka i Joe Alexandera; w wymianie brały także udział wybory w przyszłych draftach. Po trafieniu do Bucks, Salmons zdobywał niemal 20 punktów na mecz. Po sezonie wykorzystał opcję zawodnika i zrezygnował z ostatniego roku kontraktu, ale później podpisał inny pięcioletni kontrakt pozostając wciąż z Bulls.
23 czerwca 2011, Salmons ponownie trafił do Sacramento Kings, jako część wymiany między Kings, Bucks i Charlotte Bobcats. W jej wyniku do Sacramento trafił również Jimmer Fredette.
9 grudnia 2013, Salmons, Greivis Vásquez, Patrick Patterson oraz Chuck Hayes zostali wytransferowani do Toronto Raptors w zamian za Rudy'ego Gaya, Quincy'ego Acy i Aarona Graya.
30 czerwca 2014 Salmons, wraz z wyborem w drugiej rundzie draftu 2015 został oddany w ramach wymiany do Atlanty Hawks za Lou Williamsa i prawa do Lucasa Nogueiry. Jednak już 10 lipca 2014 został przez nich zwolniony.
26 sierpnia 2014 podpisał kontrakt z New Orleans Pelicans.

## Osiągnięcia
Na podstawie, o ile nie zaznaczono inaczej.
NCAA
- uczestnik rozgrywek:
  - Sweet 16 turnieju NCAA (2000)
  - II rundy turnieju NCAA (1999, 2000)
  - turnieju NCAA (1999, 2000, 2002)
- Mistrz sezonu regularnego konferencji Big East (2000)
- MVP turnieju Paradise Jam (2002)
- Zaliczony do:
  - II składu Big East  (2002)
  - III składu Big East  (2001)

NBA
- Lider play-off w skuteczności rzutów wolnych (2010)[16]